# فهرست والیان سامانی در طبرستان
دودمان سامانیان با رضایت خلفای عباسی مدتی قیومیت طبرستان را به عهده داشت و امیرانی بر آن دیار برگزید.
حکومت سامانیان در طبرستان با شکست خوردت علویان طبرستان از این دودمان آغاز شد و دوباره با آغاز قیام ناصرالحق اطروش پایان پذیرفت.
از اتفاقات این دوره حمله روس‌های وارنگی به طبرستان را می‌توان نام برد.

## فهرست افراد
| سامانیان                                |                                  | |
| محمد بن هارون سرخسی                     | ۱۸ ماه (۲۸۷ و ۲۸۸ هجری)          | علیه امیر سامانی شورید و به جرم خیانت اعدام شد                                                                   |
| اسماعیل بن احمد سامانی                  | ۲۸۸ و ۲۸۹ هجری                   | امیر وقت سامانیان                                                                                                |
| ابوالعباس عبدالله بن محمد بن نوح بن اسد | ۲۸۹ تا ۲۹۸ هجری                  | در سال ۹۰۹ یا ۹۱۰ میلادی با نیروی دریایی روس‌های وایکینگ جنگید و پیروز شد. رک به: اردوکشی روس‌ها به دریای مازندران |
| محمد بن نوح                             | دو سال و چند ماه. در ۲۹۷ عزل شد. | معاصر با شهریار دوم پادوسپانی                                                                                    |
| سلام ترک                                | ۹ ماه و ۲۲ روز (۲۹۷ هجری)        | |
| ابوالعباس احمد بن نوح                   | وفات در ۲۹۸ هجری                 | |
| محمد بن صعلوک                           | تا جمادی الآخر ۳۰۱               | از حوزهٔ خود گریخت                                                                                                |
| محمد بن عبدالعزیز                       | ۴۰ روز                           | |
| الیاس بن الیسع                          | در سال ۳۰۱ هجری                  | |
| قراتکین ترک                             |                                  | |
| احمد طویل                               |                                  | |
| ابوالعلی احمد بن محمد المظفر            | ۸ ماه و تا محمرم ۳۲۸ هجری        | فقط حاکم گرگان بود                                                                                               |
| سبکتگین                                 |                                  | وی بعدها امیر غزنویان شد                                                                                         |